# John Florea
John „Johnny“ Florea (* 28. Mai 1916 in Alliance, Ohio; † 25. August 2000 in Las Vegas) war ein US-amerikanischer Fotograf und Filmregisseur rumänischer Abstammung.

## Leben
Johnny Florea wuchs in Los Angeles auf und arbeitete bis 1941 als Fotograf in Hollywood. Er wurde nach dem amerikanischen Kriegseintritt in den Zweiten Weltkrieg 1941 von der US-Army als Kriegsfotograf akkreditiert. Er war im Pazifik Zeuge der Schlachten von Tarawa und Rabaul. Seine Fotos erschienen als Titel bei Life. In Europa begleitete er die Alliierten bei der Befreiung von Paris und bei der Eroberung Deutschlands bis zum V-E-Day. Mit den Einheiten der 3rd Armored Division traf er am 11. April 1945 im Außenlager Boelcke-Kaserne des Konzentrationslagers Mittelbau-Dora ein. Er fotografierte die Überlebenden sowie die vielen Toten und deren Beerdigung am 14. April durch Einwohner Nordhausens. Florea fotografierte im September an Bord der Missouri die japanische Kapitulation.
Florea hatte nach Kriegsende eine Stelle in der Redaktion des San Francisco Examiner, arbeitete als Fotograf aber weiterhin vorwiegend für Life magazine und Collier’s magazine. Als Fotograf der Filmstars und Sternchen machte er im Jahr 1951 Aufnahmen mit Marilyn Monroe, die noch am Beginn ihrer Karriere stand. Florea wechselte in den 1960er Jahren selbst in das Filmgeschäft. Bis Mitte der 1980er Jahre produzierte er über zwanzig Filmstreifen, vorwiegend für solche Fernsehserien wie Die Leute von der Shiloh Ranch, Mein Freund Ben, Bonanza, CHiPs, Die Lady mit dem Colt, Ein Duke kommt selten allein. Außerdem führte er Regie bei den Spielfilmen Brink of Disaster!, Pickup on 101, Invisible Strangler, Where's Willie? und Hot Child in the City und diversen Fernsehserien. Sein Filmschaffen, darunter 1978 The Transformer, bewegte sich zwischen Kitsch und Dokumentation, so erhielt er 1974 einen Daytime Emmy Award für einen Beitrag zum ABC Afterschool Special.

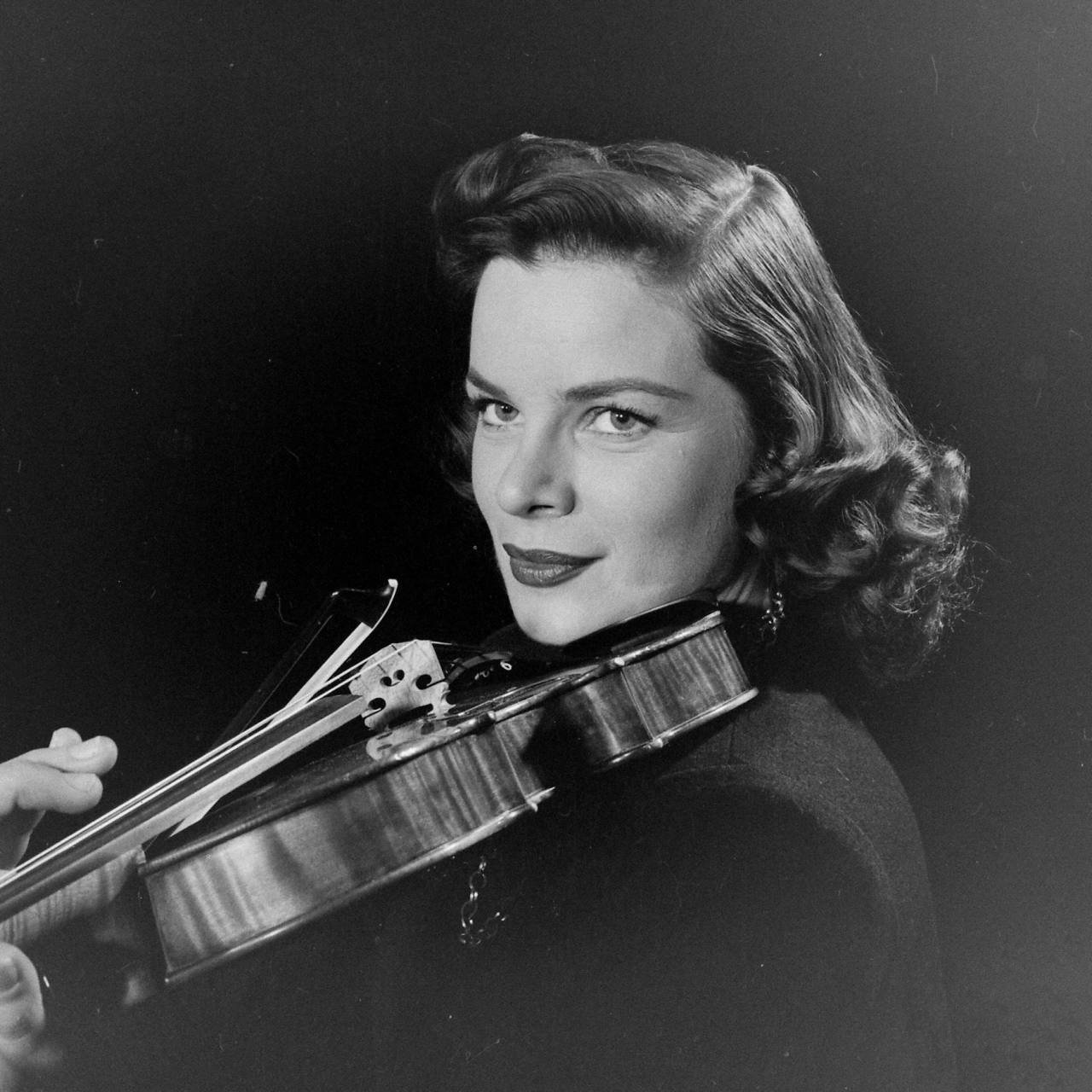
John Florea: Porträtaufnahme der Schauspielerin Marcia Van Dyke (1947)

Florea war mit Ruth Johnson Florea verheiratet und hatte zwei Töchter.
Im Jahr 2013 wurde bekannt, dass Floreas Kriegsfotos eines 16-jährigen, weinenden Luftwaffensoldaten im hessischen Hüttenberg-Rechtenbach aufgenommen worden waren und nicht, wie vom abgebildeten späteren DDR-Bürger Hans-Georg Henke noch 1988 in dem DEFA-Dokumentarfilm Zwei Deutsche behauptet, an der Ostfront. Das Bild ging in die Ikonografie der Antikriegsbilder ein.